# Episesarma
Episesarma is een geslacht van kreeftachtigen uit de klasse van de Malacostraca (hogere kreeftachtigen).

## Soorten
- Episesarma chentongense (Serène & Soh, 1967)
- Episesarma crebrestriatum (Tesch, 1917)
- Episesarma lafondii (Hombron & Jacquinot, 1846)
- Episesarma mederi (H. Milne Edwards, 1853)
- Episesarma palawanense (Rathbun, 1914)
- Episesarma singaporense (Tweedie, 1936)
- Episesarma versicolor (Tweedie, 1940)